# Liste der Mitglieder der National Academy of Sciences/1863
Am 3. März 1863 unterzeichnete Abraham Lincoln nach dem Beschluss von Senat und Repräsentantenhaus die Gründungsurkunde der National Academy of Sciences der Vereinigten Staaten, wodurch 50 Personen die ersten Mitglieder der Akademie wurden (charter members).
Ein vorgesehenes Mitglied nahm die Berufung nicht an, drei Mitglieder traten später aus (siehe Anmerkungen).

## Gründungsmitglieder
- Louis Agassiz (1807–1873)
- John H. Alexander (1812–1867)
- Stephen Alexander (1806–1883)
- Alexander Dallas Bache (1806–1867)
- Frederick Augustus Porter Barnard (1809–1889)
- John Gross Barnard (1815–1882)
- William Holmes Chambers Bartlett (1804–1893)
- Uriah Atherton Boyden (1804–1879)[1]
- Alexis Caswell (1799–1877)
- William Chauvenet (1820–1870)
- John Huntington Crane Coffin (1815–1890)
- John Adolphus Bernard Dahlgren (1809–1870)[2]
- James Dwight Dana (1813–1895)
- Charles Henry Davis (1807–1877)
- George Engelman (1809–1884)
- John Fries Frazer (1812–1872)
- Wolcott Gibbs (1822–1908)
- James Melville Giliss (1811–1865)
- Augustus Addison Gould (1805–1866)
- Benjamin Apthorp Gould (1824–1896)
- Asa Gray (1810–1888)[3]
- Arnold Guyot (1807–1884)
- James Hall (1811–1898)
- Joseph Henry (1797–1878)
- Julius Erasmus Hilgard (1825–1891)
- Edward Hitchcock (1793–1864)
- Joseph Stillman Hubbard (1823–1863)
- Andrew Atkinson Humphries (1810–1883)
- John Lawrence Le Conte (1825–1883)
- Joseph Leidy (1823–1891)
- J. Peter Lesley (1819–1903)
- Miers Fisher Longstreth (1819–1891)
- Dennis Hart Mahan (1802–1871)
- John Strong Newberry (1822–1892)
- Hubert Anson Newton (1830–1896)
- Benjamin Peirce (1809–1880)[4]
- John Rodgers (1812–1882)
- Fairman Rogers (1833–1900)
- Robert Empie Rogers (1813–1884)
- William Barton Rogers (1804–1882)
- Lewis Morris Rutherfurd (1816–1892)
- Joseph Saxton (1799–1873)
- Benjamin Silliman Sr. (1779–1864)
- Benjamin Silliman Jr. (1816–1885)
- Theodore Strong (1790–1869)
- John Torrey (1796–1873)
- Joseph Gilbert Totten (1788–1864)
- Josiah Dwight Whitney (1819–1896)
- Joseph Winlock (1826–1875)
- Jeffries Wyman (1814–1874)